# Physalis lassa
Physalis lassa là loài thực vật có hoa trong họ Cà. Loài này được Standl. & Steyerm. miêu tả khoa học đầu tiên năm 1943.